# Comba di Savoia
La comba di Savoia (in francese Combe de Savoie) è una valle francese della Savoia, asse di transito un tempo strategico ed oggi divenuto turistico ed economico.

## Geografia
La comba di Savoia si trova alla confluenza delle valli fluviali dell'Arc e dell'Isère nel Dipartimento della Savoia. È quindi il luogo di separazione delle valli della Tarantasia e della Moriana.
Per questo motivo costituisce un nodo di trasporto importante, fra l'autostrada francese A43 e la strada nazionale francese N90, da una parte, e tra la linea ferroviaria Culoz-Modane e quella da Saint-Pierre-d'Albigny a Bourg-Saint-Maurice, dall'altra.
Essa è attraversata da numerosi veicoli a causa della vicinanza del traforo stradale del Frejus, di quello ferroviario e del passo del Piccolo San Bernardo, tre punti di transito tra Francia ed Italia, e di numerose stazioni per sport invernali: Les Trois Vallées, l'Espace Killy, Paradiski, ecc.

## Storia
La Comba di Savoia, in quanto asse di passaggio molto frequentato, aveva una grande importanza strategica per la provincia di Savoia. Questo alto luogo di transito sulla rotta alpina fu fitto di costruzioni fortificate. I signori di Miolans, attraverso il loro castello (Saint-Pierre-d'Albigny) controllavano gran parte di questo territorio. Altri castelli si trovano nel fondo valle, particolarmente ad Albertville, all'ingresso della Tarantasia, o quello di Charbonnières (Aiguebelle), che sbarrava la val Moriana.

## Turismo

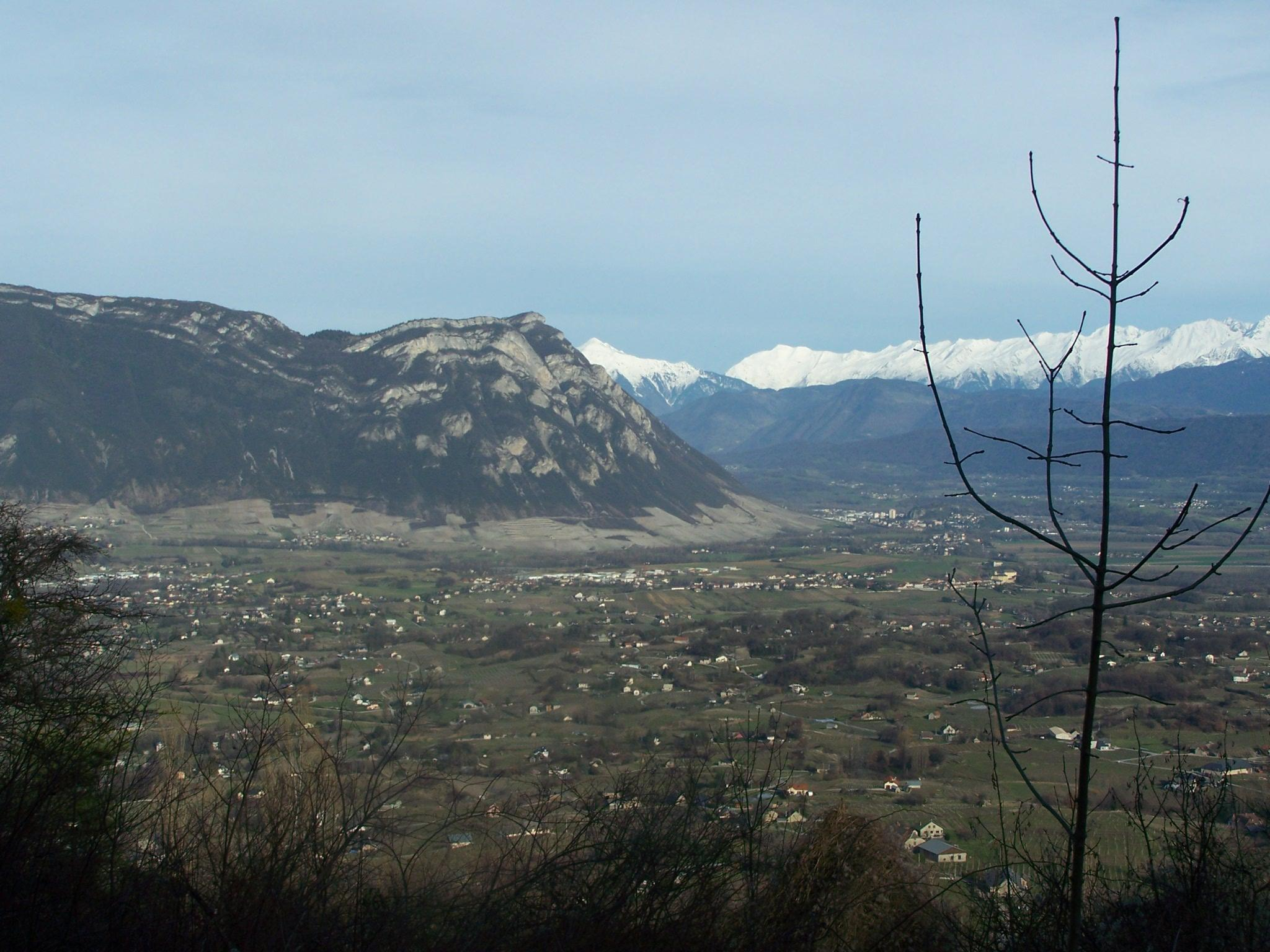
La Comba di Savoia ai piedi del massiccio Lauzière-Grand Arc (sullo sfondo).

Ormai la Comba di Savoia ha perso la sua valenza strategica per lasciar spazio a vitigni molto apprezzati dagl'intenditori enologici. La Route des vins de la Combe de Savoie, come viene chiamata, è un invito alla degustazione di una ventina di vini, dei quali 2 A.O.C. La Comba di Savoia accoglie inoltre alcuni circuiti ciclistici etichettati dalla Federazione Francese del Ciclismo (F.F.C). Così gli amatori del pedale possono percorrere circa 270 km di piste.